# Dekopon

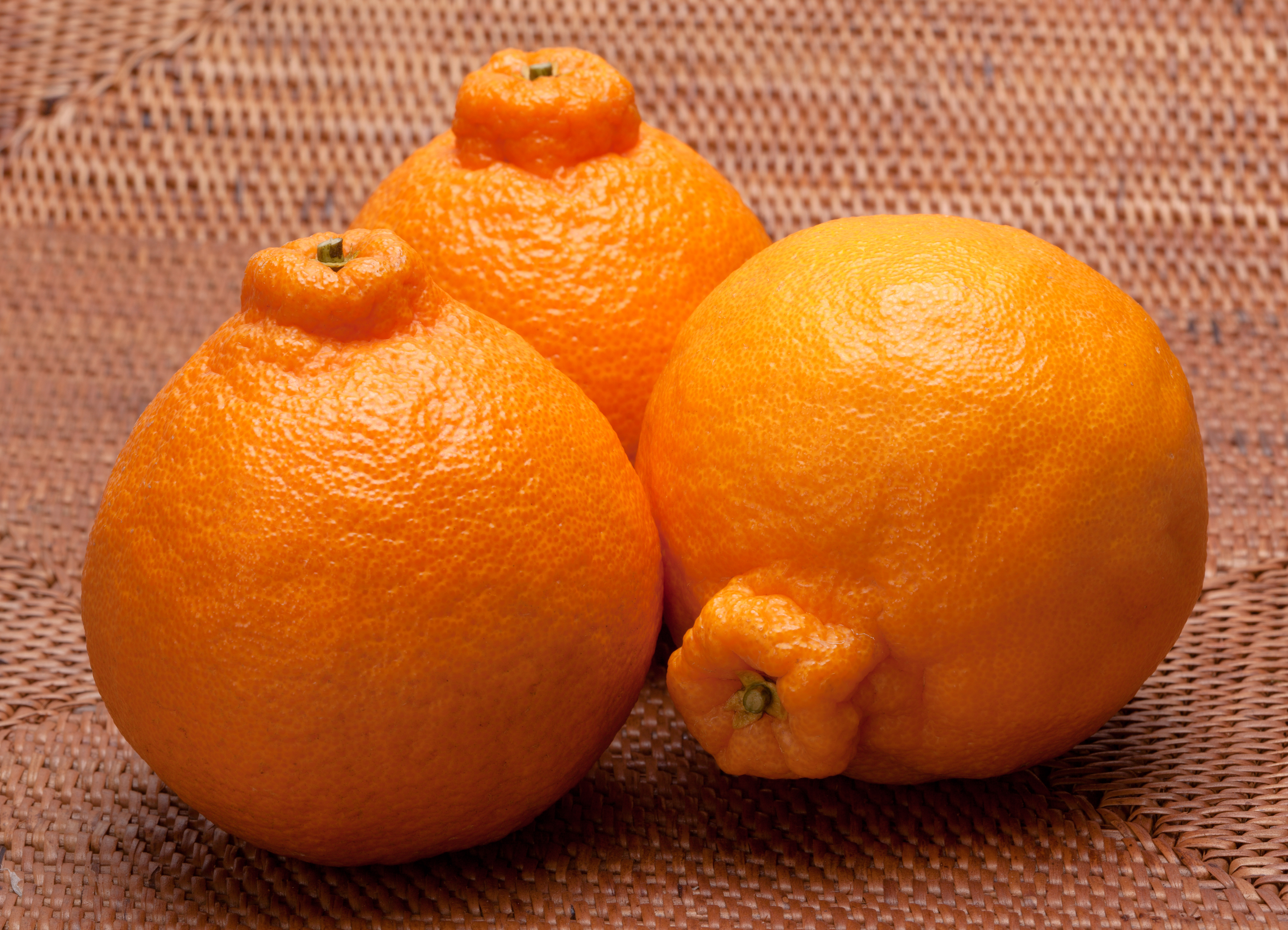
Dekopon

Dekopon (japanisch デコポン) ist eine kernlose und süße Mandarinensorte, die 1972 als Hybride, gekreuzt aus Kiyomi und Ponkan (Nakano 3), in Japan gezüchtet wurde.
Der ursprüngliche Name „Dekopon“ ist heute ein generalisierter Markenname geworden und wird für alle Marken der Frucht verwendet. Der wissenschaftliche Sortenname ist Citrus reticulata ‘Shiranui’ oder Shiranuhi (不知火). Dekopon zeichnet sich durch süßen Geschmack, große Früchte und die große hervorstehende Beule auf der Oberseite der Frucht aus.

## Name
Der Name „Dekopon“ (デコポン) ist ein Kofferwort aus Deko (凸, デコ) für konvex und pon von Ponkan (ポンカン bzw. 凸柑), eine der eingekreuzten Früchte.

## Herkunft
„Dekopon“ ist im engeren Sinn der Markenname des Produkts in der Präfektur Kumamoto, Himepon der Markenname für die Früchte, die in der Präfektur Ehime angebaut wurden, während in der Präfektur Hiroshima angebaute als Hiropon vermarktet wurden. Nach einer Vereinbarung darf jeder den Namen Dekopon gegen Gebühr und Erfüllung bestimmter Qualitätsstandards verwenden; er ist seither überall in Japan gebräuchlich.
Der japanische Sortenname ist Shiranuhi.

## Sortenbeschreibung
Dekopon hat wegen der Beule, die während der Entwicklung als unansehnlich galt, und wegen des fehlenden Säuregehalts der Frucht keine landwirtschaftliche Sortenkennnummer (Nōrin Bangō).
Die Früchte sind groß, teils größer als Orangen, aber dünnschalig wie Mandarinen und enthalten pro Stück etwa das Dreifache an Vitamin C gegenüber anderen Mandarinen.

## Anbau
Die Früchte wachsen in Japan üblicherweise in großen Gewächshäusern, um sie bei konstanter Temperatur zu halten, und werden von Dezember bis Februar (Winter in Japan) geerntet, bei der Aufzucht in Gartenfarmen hingegen von März bis April. Nach der Ernte werden die Früchte normalerweise für eine Zeit von 20 bis 40 Tagen gelagert, um einen attraktiveren Geschmack zu erhalten. Dabei baut sich der Zitronensäuregehalt in der Frucht ab, während der Zuckergehalt ansteigt. Nur Früchte mit einem Zuckergehalt über 13 Grad Brix und Zitronensäure unter 1,0 % können unter dem geschützten Namen Dekopon verkauft werden.
In Kalifornien wird zum Sonnenschutz ein kalkartiges, weißes Pulver aufgesprüht. Die durch kernlose Früchte sterile Sorte kann nur durch Veredelung vermehrt werden. Der Anbau ist pflegeintensiv. Geplatzte Früchte müssen entfernt werden, da Früchte darunter durch tropfenden Saft Schaden nehmen. Der Anbauort sollte nicht am tiefsten Punkt eines Tals sein, da dort die Temperaturen nicht immer günstig sind (Kaltluftsee).

## Außerhalb von Japan
Dekopon werden in Gegenden mediterranen Klimas in Australien, Brasilien, Kalifornien und Südkorea angebaut.
In Südkorea und Aserbaidschan heißen Dekopon Hallabong (Hangeul: 한라봉), benannt nach dem Hauptanbaugebiet Hallasan, dem Berg in Jejudo.

### Brasilien
In Brasilien wird Dekopon unter dem Markennamen Kinsei vermarktet, der sich vom japanischen Namen des Planeten Venus ableitet. Brasilianischen Bauern ist es gelungen, die Sorte im Hochland von São Paulo dem tropischen bis gemäßigten Klima anzupassen. Die Arbeit wird von Unkichi Taniwaki geleistet, einem Bauern japanischer Herkunft. Kinsei wird von Mai bis September geerntet. In der Hochsaison kostet jede Frucht am brasilianischen Straßenmarkt und in den Supermärkten rund 0,50 USD.

### USA
Die Zitrusreiser wurden 1998 von dem kalifornischen Zitrusbauern Brad Stark Jr. in die Vereinigten Staaten importiert; im Jahr 2000 wurden in Kalifornien andere, illegal eingeführte und von einer Krankheit befallene Exemplare gefunden. Die Rechte an dem sterilisierten Edelreiser wurden 2005 von der Familie Griffith, den Besitzern der Baumschule TreeSource und der Verpackungsanlage Suntreat, erworben. Seit Anfang 2011 wird Dekopon in den USA kommerziell unter dem Markennamen Sumo Citrus verkauft.
In Kalifornien liegt das Anbaugebiet östlich von Dinuba im Tulare County, Luftlinie halbe Strecke zwischen Los Angeles und Sacramento.

## Sonstiges
Dekopon ist in Japan so populär geworden, dass der Kaugummihersteller Hi-Chew (ハイチュウ) eine limitierte Auflage in der Geschmacksrichtung Dekopon produzierte.
Anlässlich des 15. Jahrestages der ersten Lieferung von Dekopon ernannte die Kooperative für Obstbau in Japan den 1. März 2006 zum „Tag des Dekopon“.